# Lac de Sylans
Der Lac de Sylans (deutsch See von Sylans) liegt im Département Ain der Region Auvergne-Rhône-Alpes in Frankreich. Er ist durch einen Bergrutsch entstanden und Teil einer Schlucht im Jura-Gebirge, die quer zu dessen Bergketten verläuft.

## Geographie
Der See liegt im Jura-Quertal Cluse de Nantua, das die Antiklinalen des Jura in Ost-West-Richtung durchschneidet, etwa 5 km östlich von Nantua. Er bedeckt auf einer Länge von 2 km den Talboden und wird an der Nord- und Südseite von bewaldeten Steilhängen eingeschlossen, die bis zu 350 m in die Höhe ragen. Im Bereich des Sees bildet die Cluse de Nantua eine der engsten Stellen, so dass der See nur eine konstante Breite von 250 m erreicht. Der See gehört größtenteils zum Gemeindegebiet von Le Poizat, das jedoch einige Kilometer südöstlich auf dem Hochplateau Grande Montagne liegt. Ein kleines Stück vom Westende des Sees gehört zur Gemeinde Les Neyrolles.
Durch seine Lage an der Wasserscheide zwischen Semine und Oignin hat der See nur den Bach Charix als Zufluss, aufgrund seiner Lage in einem Karstgebiet wird jedoch von unterirdischen Zuflüssen ausgegangen, die das topographische Einzugsgebiet von 30,7 km² noch einmal vergrößern. Eine Besonderheit des Sees ist die Existenz zweier verschiedener Abflüsse. Das Seewasser versickert auf der Westseite im losen Gestein des aufstauenden Felsabbruchs und kommt als Quelle der Doye oberhalb von Les Neyrolles wieder zum Vorschein. Die hierdurch bewirkte Abflussmenge ist ungefähr konstant und legt in den niederschlagsärmeren Sommermonaten einen 4–5 m breiten Uferstreifen trocken. In Feuchtperioden und besonders im Winter reicht diese Abflussmenge nicht aus und das überschüssige Seewasser fließt zusätzlich auf der Ostseite oberirdisch in den Bach Combet. Der Abfluss zum Combet und das Mündungsgebiet des Charix treffen sich in dem Sumpfgebiet an der Ostseite, so dass sich je nach Wasserstand die Hydrologie nicht immer eindeutig klassifizieren lässt. Inseln hat der See keine.

### Entstehung
Zur Würm-Kaltzeit bildete der Rhône-Gletscher in der Cluse de Nantua eine Seitenzunge, die das am Boden einige hundert Meter breite Trogtal mitformte. Der Lac de Sylans entstand jedoch erst gegen Ende des Mittelalters, als sich am Westende des Sees ein großer Felssturz ereignete.

## Ökologie

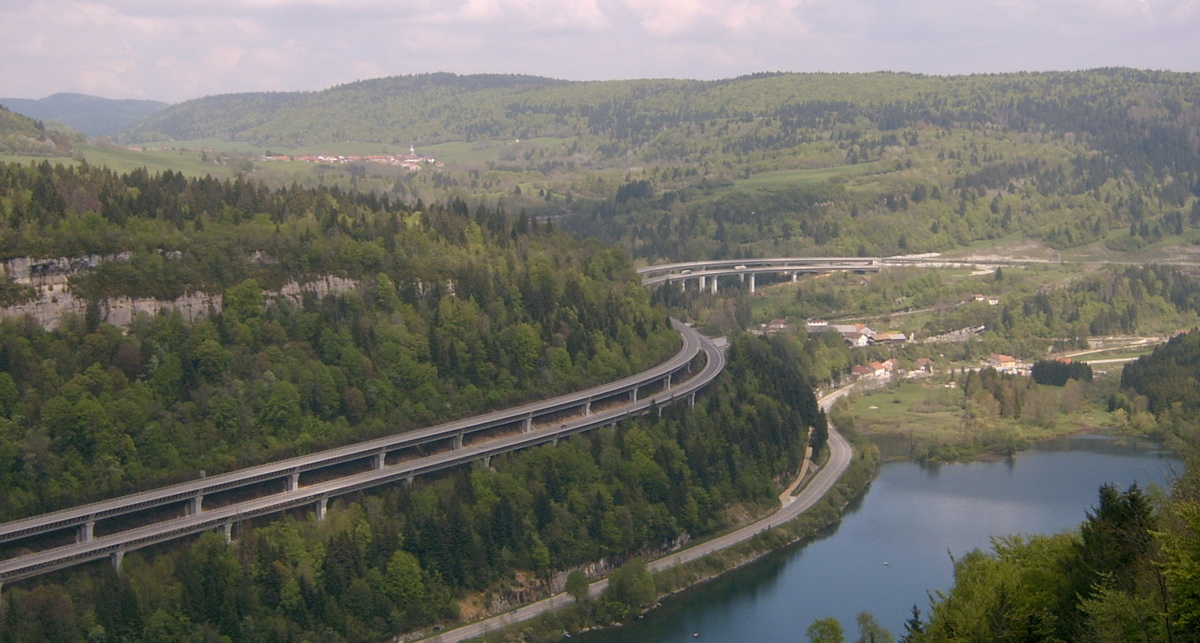
Der See und das Viadukt von Sylans

Die durchschnittliche Verweildauer des Wassers im See wird mit 210 Tagen angegeben, die Unsicherheit dieser Schätzung ist jedoch hoch, bedingt durch die komplizierte Hydrologie und die regelmäßigen Volumensänderungen. Im Sommer herrscht eine deutliche thermische Schichtung mit bis zu 23 °C Wassertemperatur an der Oberfläche, eine Durchmischung mit den Schichten unterhalb 6 m Tiefe findet dagegen nur im März nach der Eisschmelze statt (Meromiktisches Gewässer).
Das Seewasser ist mittelhart mit rund 10° dH, bedingt durch das kalkreiche Einzugsgebiet. Die elektrische Leitfähigkeit liegt bei 350 µS/cm.
Die Ablagerungen im See bestehen zum überwiegenden Teil aus Schluff, d. h. aus mineralischen Sedimenten von sehr kleiner Teilchengröße.

### Flora und Fauna
Das Ufer ist im Bereich der Steilhänge bewaldet, auch im Bereich der als Ruine erhaltenen ehemaligen Eiswerke herrscht üppige Vegetation. Ein Sumpfbereich befindet sich am Ostende des Sees.
Im Wasser finden sich verschiedene einzellige Algenarten: im Winter vor allem die zu den Dinoflagellaten gehörende Gattung Gymnodinium helveticum vor, während sich jeweils im Sommer die Art Dinobryon sertularia stark vermehrt und einen ebenfalls großen Anteil darstellt.
Größere Pflanzenarten wachsen nur auf einem kleinen Teil der Seefläche, und deren Artenvielfalt ist zudem gering. Es werden Laichkräuter, Ähriges Tausendblatt, Armleuchteralgen sowie am sumpfigen, flachen Ostufer auch Tannenwedel beobachtet.
Am Seegrund leben außerdem Erbsenmuscheln. 

### Schutzstatus
Der Lac de Sylans ist seit 1909 eine site classé, d. h. ein Landschaftsschutzgebiet. Durch die geringe Besiedlung und Abwesenheit größerer landwirtschaftlicher Flächen im Einzugsbereich sowie die Entsorgung der Straßenabwässer besteht kaum Gefahr der Verschmutzung oder Überdüngung.

## Wirtschaftliche Bedeutung
Auf beiden Seiten des Sees verlaufen wesentliche Straßen- und Eisenbahnverbindungen. Am Nordufer liegt die Départementsstraße D1084, die von Bellegarde-sur-Valserine über Nantua nach Pont-d’Ain führt, sowie die Autobahn A40, deren Anschlussstelle Les Neyrolles direkt am See liegt. Im Bereich des Steilhangs über dem See verläuft die Autobahn auf einem Stelzenviadukt, dem Viaduc de Sylans. Entlang des schmalen Südufers führt die Eisenbahnstrecke Haut-Bugey mit TGV-Verkehr zwischen Genf und Paris.

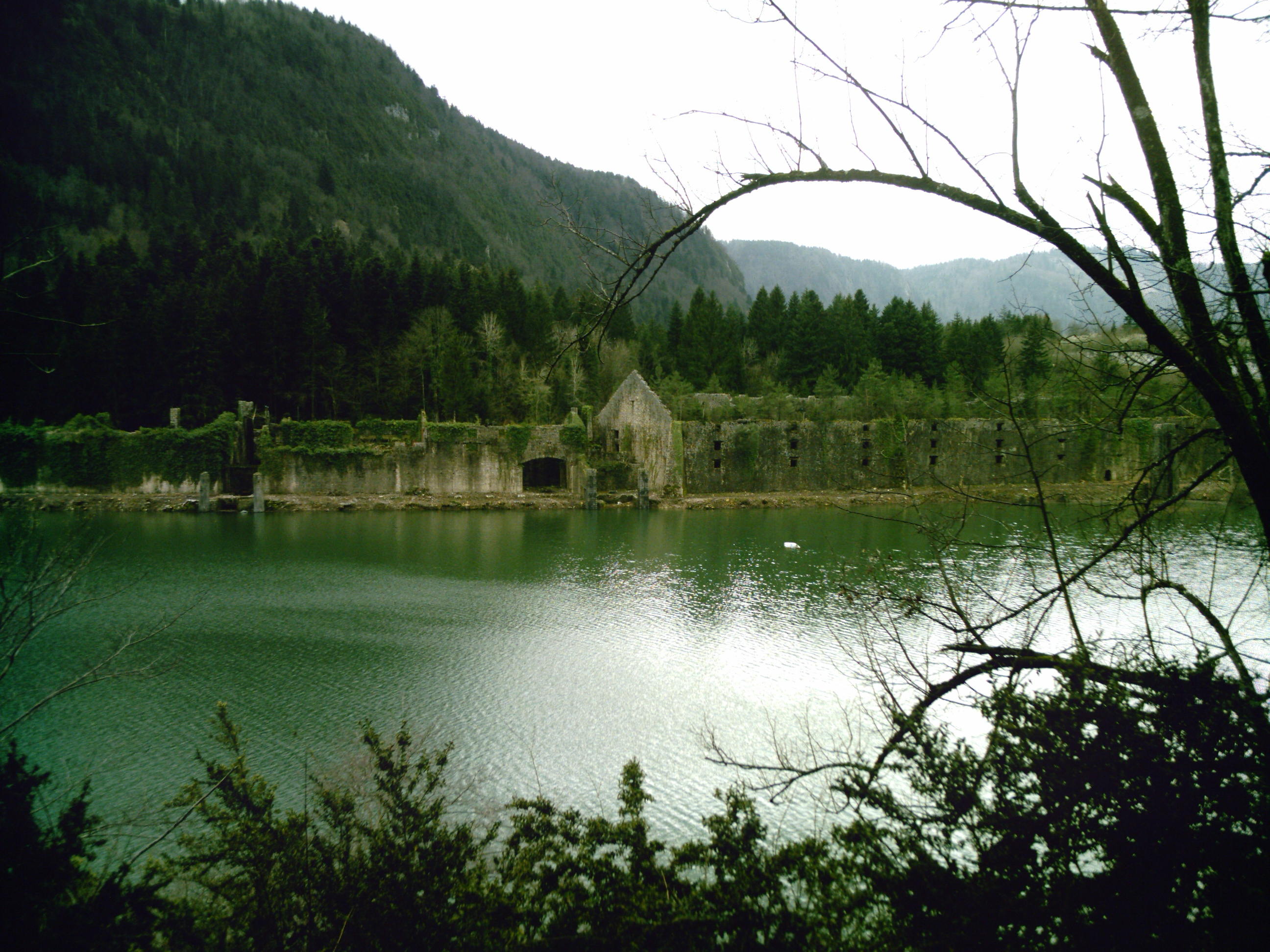
Die ehemaligen Eiswerke am Lac de Sylans

Bedingt durch seine von Steilhängen abgeschattete Gebirgslage ist der See in der Jahreszeit von November bis März regelmäßig zugefroren. Ein Unternehmer aus Nantua gründete daher 1865 die Eiswerke von Sylans, die das sehr reine Natureis im Winter ernteten, einlagerten und im Verlauf des restlichen Jahres an Abnehmer zu Kühlzwecken auslieferten. Mit Hilfe der 1882 fertiggestellten Eisenbahnlinie lieferten die Eiswerke rund 300.000 Tonnen Eis pro Jahr bis nach Paris. Die Société des Glacières de Paris kaufte 1885 die Eiswerke und baute am Seeufer ein 150 m langes und 12 m hohes Firmengebäude aus gemauertem Stein, das heute noch als Ruine das Seepanorama prägt. Die fortschreitende Elektrifizierung und Verbreitung von Kühlschränken ließ die Nachfrage nach Natureis in den darauffolgenden Jahrzehnten allerdings wieder einbrechen. Zusätzlich erschwerten milde Winter ab 1911 die Eisgewinnung, sodass sie 1917 während des Ersten Weltkriegs eingestellt wurde.
Heutzutage stellt der See die Trinkwasserversorgung von Les Neyrolles sicher.